# Mercado del Borne
El mercado del Borne (Mercat del Born en catalán) fue un mercado municipal de Barcelona. Situado en el paseo del Borne, en el barrio de la Ribera (en el distrito de Ciutat Vella, casco antiguo de Barcelona). Actualmente es un centro cultural (Borne Centro de Cultura y Memoria), que acoge diversos restos arqueológicos y elementos de exposición.

## Arquitectura
Es un ejemplo de arquitectura del hierro, un movimiento dentro de la corriente artística modernista, que gozó de gran importancia en Cataluña. La estructura, de notable elaboración, es un recinto de planta rectangular, con paramentos verticales de obra vista. Destaca por su complejidad la cubierta, de teja plana vidriada, que descansa sobre una estructura de cerchas de hierro atirantadas y pilares de fundición. La volumetría del edificio refleja la organización espacial del interior, constituida por dos grandes naves que atraviesan la edificación en las dos direcciones principales, acompañadas de cuatro naves menores subsidiarias, que le dan al recinto su forma rectangular.

## Historia
El Mercado se asienta en la parte oriental de la ciudad de Barcelona, en la zona conocida durante la Edad Media como La Ribera. Tras la guerra de Sucesión, la zona se derriba por completo para construir la Ciudadela, realojándose a sus habitantes en el recién creado barrio de La Barceloneta. Posteriormente, esta fortificación se vuelve a derribar para dedicar la zona a parques y paseos, fundándose en una reorganización posterior el mercado del Borne.

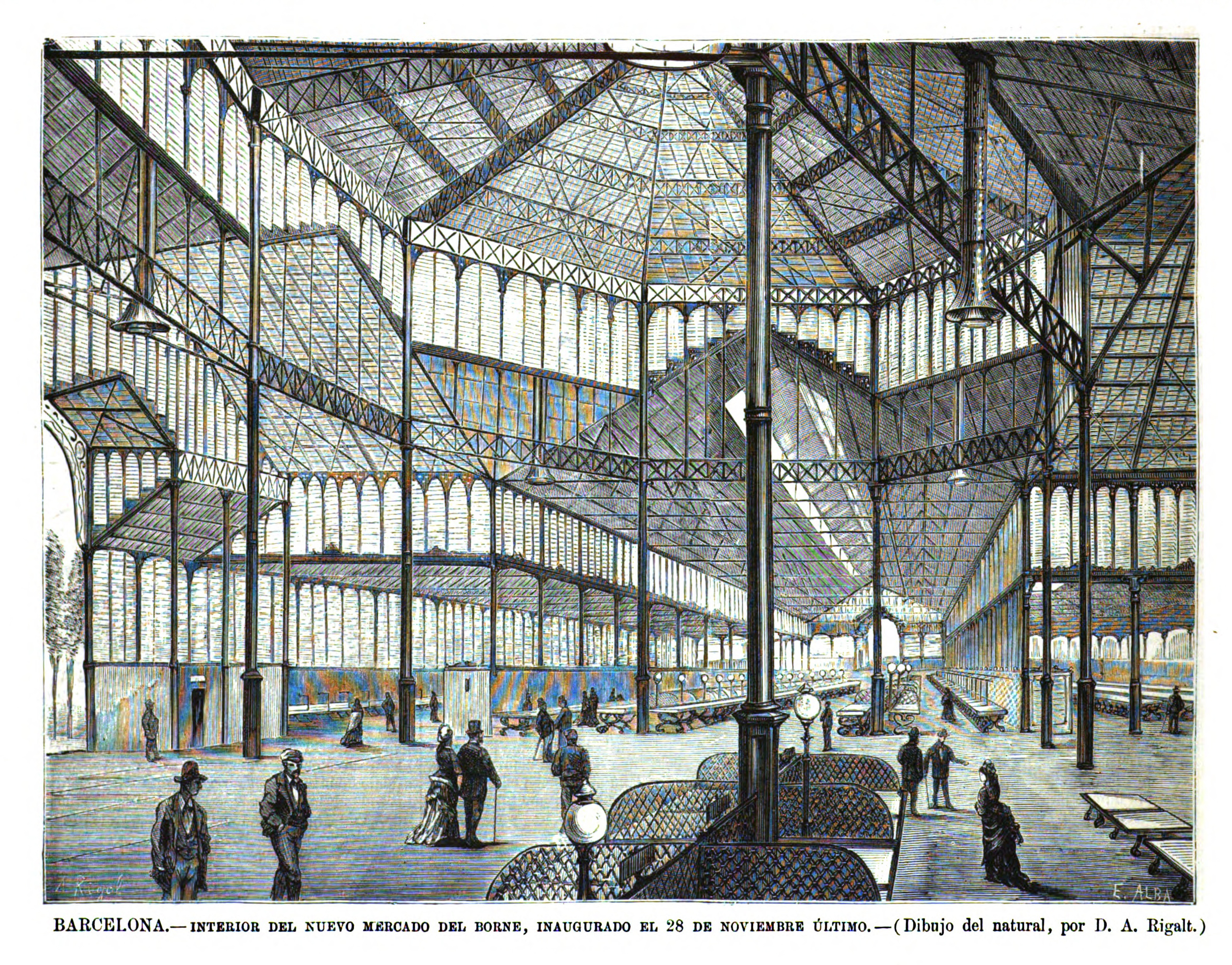
Interior del edificio en 1876, año en que se inauguró.

En 1873 el Ayuntamiento aprobó el proyecto para la construcción del Mercado Central de Barcelona redactado por José Fontseré y el año siguiente se iniciaron las obras. El edificio fue terminado en 1876. Fue el mercado del barrio hasta 1920. Después, se convirtió en mercado de frutas y verduras mayorista hasta que se inauguró Mercabarna en la Zona Franca, en 1971. Durante los años 1980, y tras una leve restauración, el espacio se habilita para la realización de exposiciones. Durante casi toda la década siguiente, sin embargo, permanece cerrado, en espera de una decisión sobre su futuro uso.

En febrero de 2002, mientras se realizaban unas obras para instalar en el edificio la Biblioteca Provincial de Barcelona, aparecieron restos arqueológicos de época medieval y en un estado de conservación excelente que corresponden a la evolución urbanística del Barrio de la Ribera desde el siglo XIV hasta que fue destruido en el año 1714 después de la guerra de sucesión española.

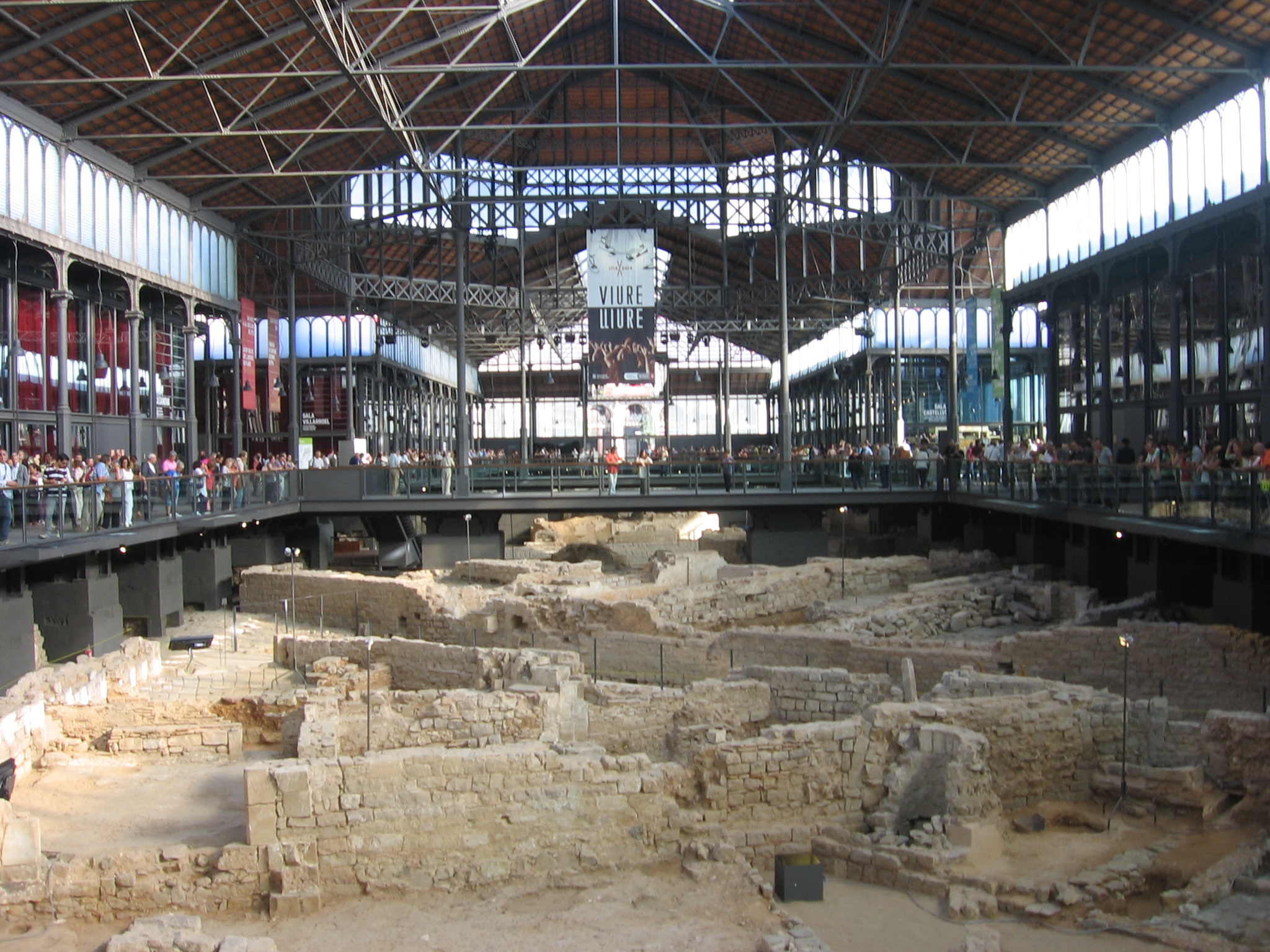
Interior del Centro Cultural del Borne, con los restos arqueológicos.

En 2006, el gobierno de la Generalidad de Cataluña declaró el edificio como bien cultural de interés nacional.
Empezaron obras de restauración a principios de 2011 las cuales duraron dos años, finalizándose así con su inauguración el 11 de septiembre de 2013, coincidiendo con la Diada de Cataluña, con la conmemoración del tricentenario del sitio de Barcelona de 1714.

## Borne Centro de Cultura y Memoria
La transformación del antiguo mercado en un espacio museográfico fue liderada por el estudio de Varis Arquitectes y ejecutada por la UTE entre Sapic, Croquis y Sono Tecnología Audiovisual. El proyecto de integración de sistemas audiovisuales incluye tanto los espacios expositivos como otras salas y auditorios del centro. Además de diversos medios de visualización, como proyección y videowall, el centro está equipado con equipos de interpretación simultánea y un sistema de control para gobernar todos los elementos. El museo se convirtió en el más visitado de Barcelona y el cuarto de España, con más de 1.600.000 visitantes anuales.